# Окремі дерева липи дрібнолистої (пам'ятка)
Ботанічна пам'ятка природи місцевого значення «Окремі дерева липи дрібнолистої» (втрачена) була розміщена на території садиби Баранівського держлісгоспу (Баранівський район, Житомирська область). Площа 0,01 га.
30 січня 2001 року Житомирська обласна рада ухвалила рішення «Про підсумки інвентаризації мережі природно-заповідного фонду місцевого значення», яким були ліквідовані три об'єкти ПЗФ місцевого значення. 
Природоохоронний статус пам’ятки був ліквідований із зазначенням того що в 130-річному віці дерева були пошкоджені і всихаючі, а отже втратили природну цінність. Зазначені причини є необґрунтовані, адже дерева ще були живими.